# Abla Khairy
Abla Khairy (arabisch عبلة خيري, DMG ʿAbla Ḫairī; geboren 1961) ist eine ägyptische Langstreckenschwimmerin, die 1974 im Alter von 13 Jahren als jüngste Schwimmerin den Ärmelkanal von England nach Frankreich durchquerte.

## Leben und sportlicher Erfolg
Abla Khairy stammt aus einer sportbegeisterten ägyptischen Familie. Sie ist die jüngste von drei Töchtern. Ihre Mutter Inas Hakky Khairy war in den 1950er-Jahren die erste ägyptische Kurzstreckenschwimmerin und hatte einen erfolglosen Versuch unternommen, den Ärmelkanal zu durchqueren. Sie ermunterte alle Töchter, ihr nachzueifern, aber nur Abla zeigte sportliches Interesse.
Im Alter von fünf Jahren begann Abla Khairy im Gezirah Club zu schwimmen. Sie trainierte erfolgreich und wurde aufgrund ihrer Leistungen später Mitglied der ägyptischen Nationalmannschaft. 1974 nahm sie am jährlichen Internationalen Nilwettbewerb teil und belegte den zweiten Platz. Ermutigt durch den ägyptischen Schwimmverband, begann sie sich auf die Durchquerung des Ärmelkanals vorzubereiten. Sechs Stunden täglich trainierte sie. Im August 1974 durchquerte sie als 13-Jährige in 12 Stunden, 30 Minuten den Ärmelkanal von Dover (England) nach Cap Gris-Nez (Frankreich) und unterbot den bis dahin bestehenden Rekord der 14-jährigen Leonore Modell um drei Stunden.
Ein Jahr später wiederholte Khairy die Durchquerung und benötigte für die Distanz von 21,5 Meilen zehn Stunden, 52 Sekunden.
1976 versuchte Abla Khairy, den Ärmelkanal hin und zurück zu durchschwimmen. Nach 25 Stunden brach Khairy jedoch drei Meilen vor dem Ziel ab und wurde ins Krankenhaus gebracht.
Khairy arbeitet als Leiterin der Verfahrensentwicklung bei der Commercial International Bank und betreibt keinen Sport mehr. Sie ist verheiratet und Mutter zweier Töchter.

## Auszeichnung
Für ihre Leistung als Schwimmerin wurde Abla Khairy von Präsident Anwar al-Sadat mit dem Orden erster Klasse der Republik Ägypten für Sport ausgezeichnet.